# Micrurus dumerilii
Micrurus dumerilii este o specie de șerpi din genul Micrurus, familia Elapidae, descrisă de Jan 1858. Conform Catalogue of Life specia Micrurus dumerilii nu are subspecii cunoscute.